# Skinn
Denna artikel berör skinn i betydelsen hudar, se hud för information om människans hud.
Skinn är hud med eller utan hår.

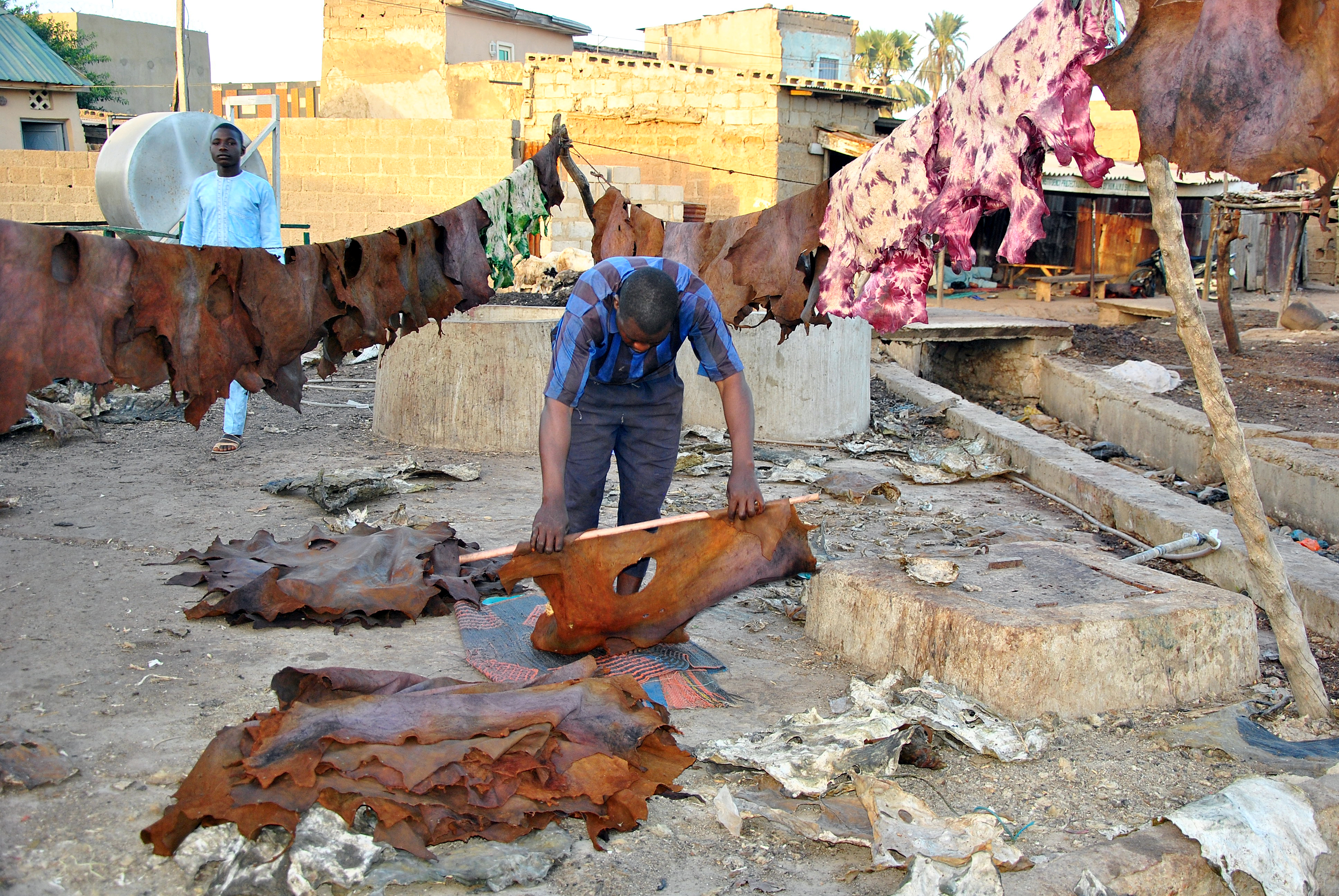
Skinn (Nigeria)

I bearbetad form kallas de stora djurens hudar ofta för läder och de små djurens hudar för skinn. Denna process kallas för garvning och innebär att skinnet bearbetas och behandlas för att motstå förruttnelse. Hudar och skinn var människans sätt att skydda sig mot kyla i kallare klimat. Skinn hade därför tidigare stort värde. I Sverige användes vanligen skinn från räv och ekorre. Numera används allt oftare syntetiska material som ersättning för äkta skinn, se konstläder. 